# دهنه جو پلال
دهنه جو پلال (به لاتین: Dahan-e Jow Palal) یک منطقهٔ مسکونی در افغانستان است که در ولایت بامیان واقع شده‌است.